# Vegard Braaten
Vegard Båtnes Braaten (Nordreisa, 30 juni 1987) is een Noors profvoetballer (aanvaller) die bij voorkeur als aanvaller speelt. Hij verruilde in februari 2015 FK Bodø/Glimt voor Levanger FK.
Braatens tweelingbroer, Thomas Braaten, is eveneens voetballer.

## Carrière
Braaten groeide op in de buurt van Sørkjosen. In zijn jeugd speelde hij bij Nordreisa Idrettslag. Op veertienjarige leeftijd speelde Braaten zijn eerste wedstrijd in het seniorenvoetbal. Een jaar later, in 2005, speelde hij bij Lyngen/Karnes IL, om vervolgens naar Tromsø IL te vertrekken. Voor deze club speelde hij een drietal wedstrijden. Hij werd in deze periode tevens verhuurd aan respectievelijk Tromsdalen UIL en Alta IF. In december 2008 tekende de tweeling een contract om op permanente basis bij Alta te spelen. Vegard Braaten vertrok in juni 2010 naar Lokeren.

## Statistieken
| seizoen | club             | Land      | klasse             | wedstr | goals |
| ------- | ---------------- | --------- | ------------------ | ------ | ----- |
| 2004/05 | Nordreisa IL     | Noorwegen | Adeccoligaen       | 0      | 0     |
| 2005/06 | Lyngen/Karnes IL | Noorwegen | Adeccoligaen       | 0      | 0     |
| 2006/07 | Tromsø IL        | Noorwegen | Tippeligaen        | 3      | 0     |
| 2007    | → Tromsdalen UIL | Noorwegen | 2. divisjon        | 0      | 0     |
| 2007/08 | → Alta IF        | Noorwegen | Adeccoligaen       | 27     | 13    |
| 2008/09 | → Alta IF        | Noorwegen | Adeccoligaen       | 30     | 18    |
| 2009/10 | Tromsø IL        | Noorwegen | Tippeligaen        | 5      | 0     |
| 2010/11 | Sporting Lokeren | België    | Jupiler Pro League | 3      | 0     |
| 2011    | → Alta IF        | Noorwegen | Adeccoligaen       | 28     | 18    |
| 2012    | FK Bodø/Glimt    | Noorwegen | Adeccoligaen       | 30     | 10    |
| 2013    | FK Bodø/Glimt    | Noorwegen | Adeccoligaen       | 20     | 7     |
| 2014    | → Alta IF        | Noorwegen | 1. divisjon        | 15     | 6     |
| 2015    | Levanger FK      | Noorwegen | 1. divisjon        | 0      | 0     |
|         |                  |           | Totaal             | ...    | ...   |

## Erelijst
FK Bodø/Glimt
- 1. divisjon

2013